# Gustavo Dávila
Gustavo Dávila (Cali, Colombia; 9 de julio de 1985-Jamundí, Valle del Cauca, Colombia; 30 de junio de 2014) fue un futbolista colombiano que jugaba como centrocampista.

## Trayectoria
Gustavo Dávila debutó como jugador profesional en 2005 con el Envigado Fútbol Club y solo ha jugado en el fútbol de Colombia. Falleció el 30 de junio de 2014 en Jamundí en el Valle del Cauca a los 28 años de edad tras ahogarse en el río Guachinte.

## Clubes
| Club                 | País     | Año       |
| -------------------- | -------- | --------- |
| Envigado FC          | Colombia | 2005-2008 |
| Itagüí Ditaires      | Colombia | 2008-2010 |
| Atlético Bucaramanga | Colombia | 2011-2012 |
| Patriotas Boyacá     | Colombia | 2013-2014 |

## Anexos
- Anexo:Futbolistas fallecidos en activo

## Palmarés

### Torneos nacionales
| Título    | Club            | País     | Año  |
| --------- | --------------- | -------- | ---- |
| Primera B | Envigado F.C.   | Colombia | 2007 |
| Primera B | Itagüí Ditaires | Colombia | 2010 |